# Tom Gorman (tennista)
Tom Gorman (Seattle, 19 gennaio 1946) è un ex tennista statunitense.

## Carriera
In singolare ha vinto sette titoli su diciassette finali raggiunte mentre nel doppio ne ha conquistati nove sulle diciannove finali giocate. Nei tornei dello Slam ha raggiunto tre semifinali in singolare: a Wimbledon 1971 dove ha la peggio contro Stan Smith, agli US Open 1972 dove si arrende in quattro set a Ilie Năstase e infine al Roland Garros 1973 uscendone sconfitto sempre da Năstase.
Nel doppio il risultato migliore è stata la finale dell'Open di Francia 1971 raggiunta insieme a Stan Smith ma si arrendono al quinto set contro la coppia Ashe-Riessen.
In Coppa Davis ha giocato tredici match con la squadra statunitense vincendone otto e aiutando la sua nazione a conquistare il titolo nel 1972.

## Statistiche

### Singolare

#### Vittorie (7)
| Numero | Anno | Torneo                         | Superficie  | Avversario in finale | Punteggio               |
| 1.     | 1971 | Columbus Open, Columbus        | Cemento     | Jimmy Connors        | 6–7, 7–6, 4–6, 7–6, 6–3 |
| 2.     | 1973 | Vancouver WCT, Vancouver       |             | Jan Kodeš            | 3–6, 6–2, 7–5           |
| 3.     | 1973 | Stockholm Open, Stoccolma      | Cemento (i) | Björn Borg           | 6–3, 4–6, 7–6(5)        |
| 4.     | 1975 | Cincinnati Masters, Cincinnati | Cemento     | Sherwood Stewart     | 7–5, 2–6, 6–4           |
| 5.     | 1975 | Hong Kong Open, Hong Kong      | Cemento     | Sandy Mayer          | 6–3, 6–1, 6–1           |
| 6.     | 1976 | Baltimore WCT, Baltimora       | Sintetico   | Ilie Năstase         | 7–5, 6–3                |
| 7.     | 1976 | Sacramento Classic, Sacramento | Sintetico   | Bob Carmichael       | 6–2, 6–4                |